# Vrigne-aux-Bois
Vrigne-aux-Bois est une ancienne commune française, située dans le département des Ardennes en région Grand Est.
Le 1er janvier 2017, elle devient une commune déléguée de la commune nouvelle de Vrigne aux Bois  (sans traits d'union entre les mots).

## Géographie
Les communes limitrophes sont  Bosseval-et-Briancourt, Donchery, Issancourt-et-Rumel, Vivier-au-Court et Vrigne-Meuse.

### Localisation
La commune de Vrigne-aux-Bois se situe à 14 km de Sedan, ses habitants s'appellent des Vrignois. Son altitude avoisine les 160 m et sa superficie 804 ha.
Elle compte plusieurs hameaux, dont Tendrecourt.

### Hydrographie
La commune est traversée par la Vrigne - qui lui a donné son nom - ruisseau ou rivière de 16,5 kilomètres qui conflue dans la Meuse à Vrigne-Meuse.
La Claire (rivière) conflue au niveau de cette commune.

## Toponymie
La rivière Vrigne donne partiellement son nom à Vrigne-aux-Bois.
Le déterminatif germanique bosc apparaît comme dans le nom de plusieurs localités La Croix-aux-Bois,
Pouru-aux-Bois, Vrigne-aux-Bois, en patois vrë â bô.

## Histoire
Dans les années 1250, Vrigne-aux-Bois était une paroisse et dans les années 1630 comptait 160 feux.
La ville a connu un rapide développement au début XIXe siècle grâce à l'industrie (Il n'y avait que 700 habitants en 1800).
Dans la Grande-Rue, on trouve une forge qui a été établie sur un schéma traditionnel, attestée ailleurs dès le XVIe siècle. L'usine métallurgique, construite pour Jean-Nicolas Gendarme en 1822-1823, innove cependant sur plusieurs points, et témoigne des expériences menées par ce grand maître des forges avec l'aide de ses gendres dans les Ardennes depuis la période impériale. Trois bâtiments sont alignés sous un grand étang, ici fractionné pour fournir à chacun des ateliers une force spécifique : peut-être une application des recherches menées dans le domaine de l'hydraulique par les professeurs de l'école du Génie de Mézières à la fin du XVIIIe siècle.
La forge et la fonderie-laminoir ont été regroupées en seul corps, dans lequel feux et machines ont été répartis rationnellement : l'élément essentiel y était le four à puddler fonctionnant au coke au lieu du charbon de bois traditionnel. Il y a là une adaptation partielle des méthodes développées en Angleterre dès 1709 et expérimentées au Creusot en 1782-1787. Ici, cependant, le haut fourneau fonctionne encore au charbon de bois, stocké dans deux grands halles à charbon, pourvues de leurs pignons coupe-feu intermédiaires.
Une caserne, construite en 1825, abrite plusieurs  logements ouvriers individuels pourvus d'un confort correct. Des ateliers annexes sont répartis aux alentours. À la différence de la plupart des bâtiments de forge qui sont proches de l'architecture rurale, les trois principaux bâtiments ont des façades ordonnancées, témoins des goûts ostentatoires de Jean Nicolas Gendarme que l'on retrouve à Vendresse.
Un château, situé à l'extrémité de la rue principale, a été construit au début du XIXe siècle pour Jean Nicolas Gendarme, le propriétaire de la forge.
Le 20 juillet 1873 la Compagnie des chemins de fer de l'Est ouvre à l'exploitation la ligne de Vrigne-Meuse à Vrigne-aux-Bois qu'elle exploite pour le compte du département des Ardennes. Sur la commune se trouve la gare terminus.

## Politique et administration

### Liste des maires
| Période                                  | Période   | Identité                        | Étiquette                   | Qualité                                                                                           |
| ---------------------------------------- | --------- | ------------------------------- | --------------------------- | ------------------------------------------------------------------------------------------------- |
| Les données manquantes sont à compléter. |           |                                 |                             |                                                                                                   |
| 1876                                     |           | Evain                           |                             |                                                                                                   |
| 1892                                     | 1906      | Alfred Maily (dit Maily-Camion) | FTSF POSR SFIO              | Ouvrier métallurgiste, gérant de coopérative Syndicaliste Conseiller d'arrondissement (1893-1895) |
| 1906                                     | 1925      | Eugène Martin                   | POSR SFIO                   | Ouvrier métallurgiste, contremaître Syndicaliste Conseiller d'arrondissement (1911-1919)          |
| 1925                                     | 1940      | Aimé Deponthieu                 | SFIO puis PC à nouveau SFIO | Ouvrier métallurgiste                                                                             |
| 1944                                     | 1945      | Aimé Deponthieu                 | SFIO                        | Ouvrier métallurgiste                                                                             |
| 1945                                     | 1947      | René Pigeot                     | PCF                         | Ouvrier métallurgiste, contremaître Résistant Conseiller général (1945-1949)                      |
| 1965                                     | 1982      | Louis Reitz                     | Soc                         | Instituteur, professeur de collège                                                                |
| 1982                                     | 1989      | Jacques Derulle                 |                             |                                                                                                   |
| 1989                                     | mars 2008 | Jean Stévenin                   | PRG (ex-PS)                 | Conseiller général                                                                                |
| mars 2008                                | 12/2016   | Patrick Dutertre                | DVG                         | Réélu pour le mandat 2020-2026 ,                                                                  |

## Population et société

### Démographie
L'évolution du nombre d'habitants est connue à travers les recensements de la population effectués dans la commune depuis 1793. À partir du 1er janvier 2009, les populations légales des communes sont publiées annuellement dans le cadre d'un recensement qui repose désormais sur une collecte d'information annuelle, concernant successivement tous les territoires communaux au cours d'une période de cinq ans. 
Pour les communes de moins de 10 000 habitants, une enquête de recensement portant sur toute la population est réalisée tous les cinq ans, les populations légales des années intermédiaires étant quant à elles estimées par interpolation ou extrapolation. Pour la commune, le premier recensement exhaustif entrant dans le cadre du nouveau dispositif a été réalisé en 2006,.
En 2014, la commune comptait 3 305 habitants, en évolution de −4,51 % par rapport à 2009 (Ardennes : −1,26 %, France hors Mayotte : +2,49 %).
| 1793 | 1800 | 1806 | 1821 | 1831  | 1836  | 1841  | 1846  | 1851  |
| ---- | ---- | ---- | ---- | ----- | ----- | ----- | ----- | ----- |
| 661  | 872  | 719  | 884  | 1 115 | 1 428 | 1 477 | 1 477 | 1 542 |

| 1866  | 1872  | 1876  | 1881  | 1886  | 1891  | 1896  | 1901  | 1906  |
| ----- | ----- | ----- | ----- | ----- | ----- | ----- | ----- | ----- |
| 2 205 | 2 216 | 2 386 | 2 568 | 2 742 | 2 882 | 2 889 | 3 075 | 3 398 |

| 1911  | 1921  | 1926  | 1931  | 1936  | 1946  | 1954  | 1962  | 1968  |
| ----- | ----- | ----- | ----- | ----- | ----- | ----- | ----- | ----- |
| 3 571 | 3 230 | 3 490 | 3 363 | 3 219 | 2 660 | 2 989 | 3 397 | 3 691 |

| 1975  | 1982  | 1990  | 1999  | 2006  | 2011  | 2014  | - | - |
| ----- | ----- | ----- | ----- | ----- | ----- | ----- | - | - |
| 3 763 | 3 897 | 3 771 | 3 668 | 3 506 | 3 406 | 3 305 | - | - |

Famille à Vrigne-aux-Bois
- Étudiants :  8,94 %
- Familles Monoparentales :  11,11 %

Immobilier à Vrigne-aux-Bois

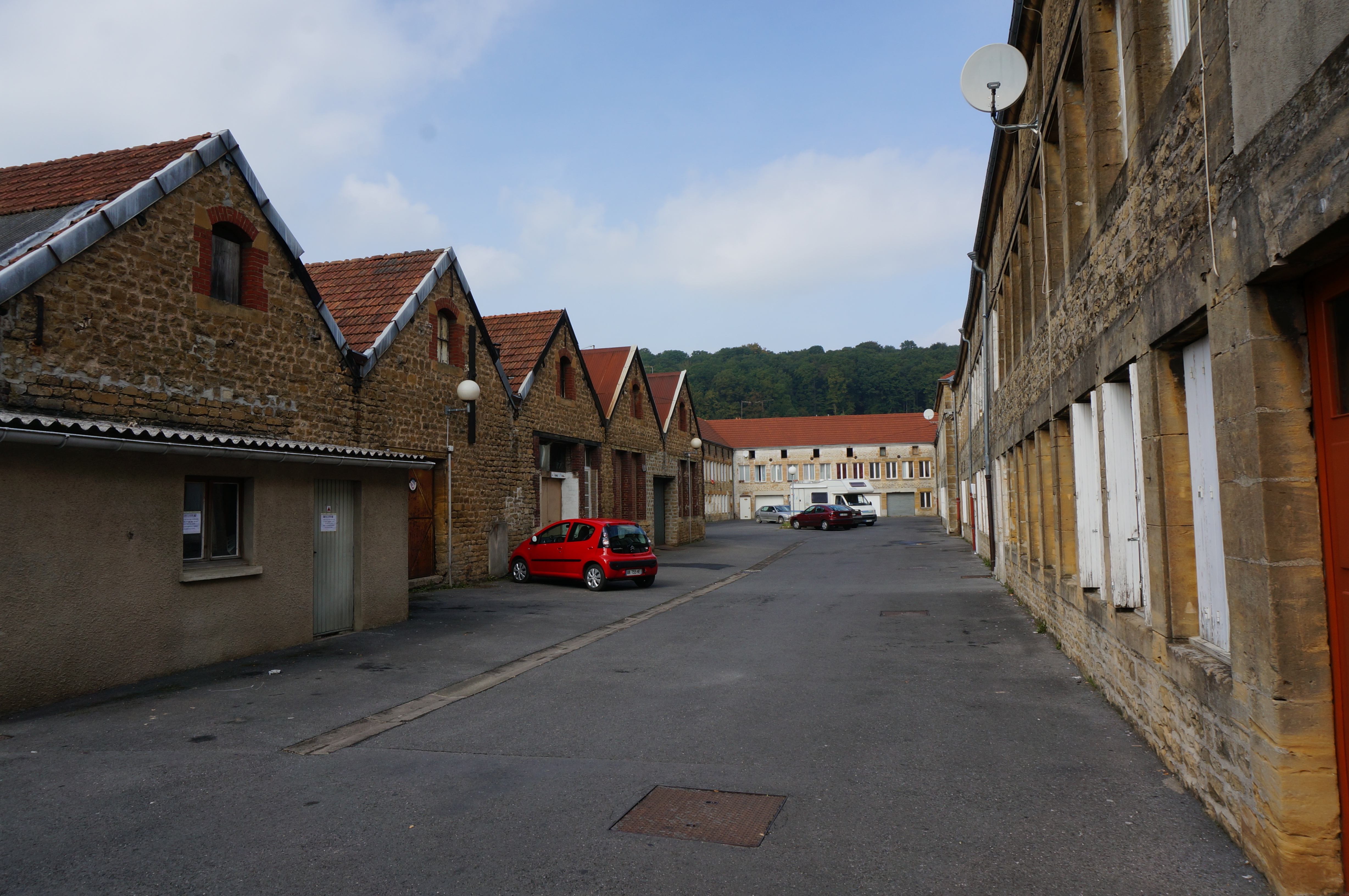
Usine, logements regroupés en une même cour.

- Propriétaires de leur résidence principale :  56,99 % (moyenne nationale : 73,56 %)
- Résidence principale de type maisons/fermes :  68,32 % (moyenne nationale : 82,39 %)
- Résidences principales en immeuble :  28,94 % (moyenne nationale : 6,3 %)

### Sports
Le club de basket-ball de l'En Avant la Vaillante Vrigne-aux-Bois a évolué pendant plus d'une saison (de juin 1993 à novembre 1994) en Pro B (deuxième niveau national) avant que le club soit liquidé judiciairement,.

## Économie
Emploi à Vrigne-aux-Bois
- Taux d'activité en 2017 :  69,6 %[23] (moyenne nationale : 71,6 %)[24]
- Taux de chômage en 2017 :  20,9 %[23] (moyenne nationale : 9,0 %)[24]
- Croissance démographique sur cinq ans :  -0,9 %[23] (moyenne nationale 0,3 %)[25]

## Culture locale et patrimoine

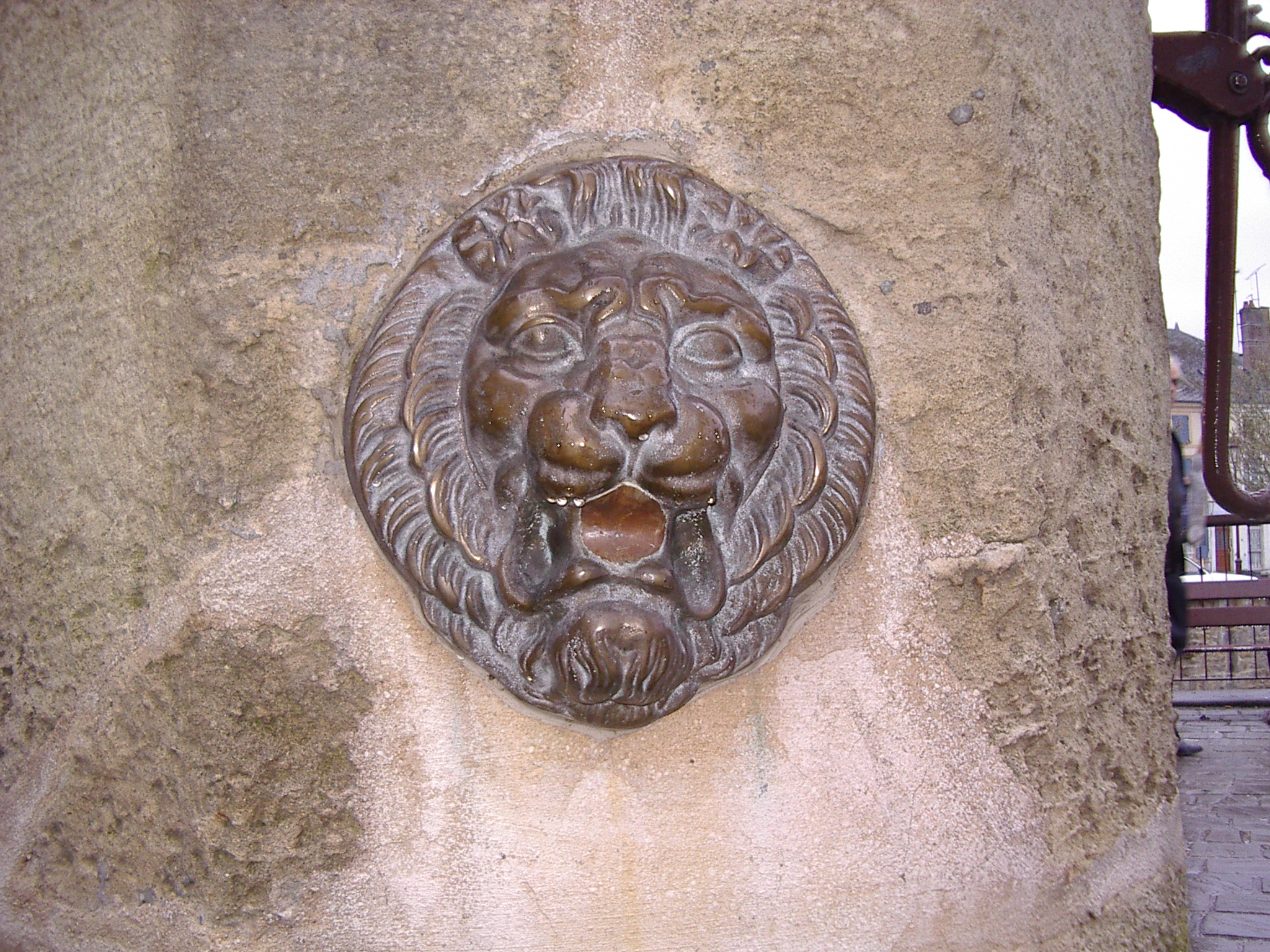
Médaillon sur la fontaine.

### Lieux et monuments
- Église moderne et statue de saint Pierre (XVIIIe siècle). L'ancienne église paroissiale fut construite sur une parcelle de terrain du parc du château grâce à la générosité de Madame Gendarme. Endommagée durant la seconde guerre mondiale, elle fut laissée à l'abandon et détruite en 1950. Seule subsiste une chapelle, de nos jours, accolée à l'église moderne. Cette chapelle est ornée de vitraux réalisés par Claudius Lavergne[26].
- Forge de Vrigne-aux-Bois. Les bâtiments du 1er quart XIXe siècle, inscrits à l’inventaire supplémentaire des monuments historiques en 1991[27].

### Personnalités liées à la commune
- Jean-Nicolas Gendarme (1769-1845), maître de forges français.

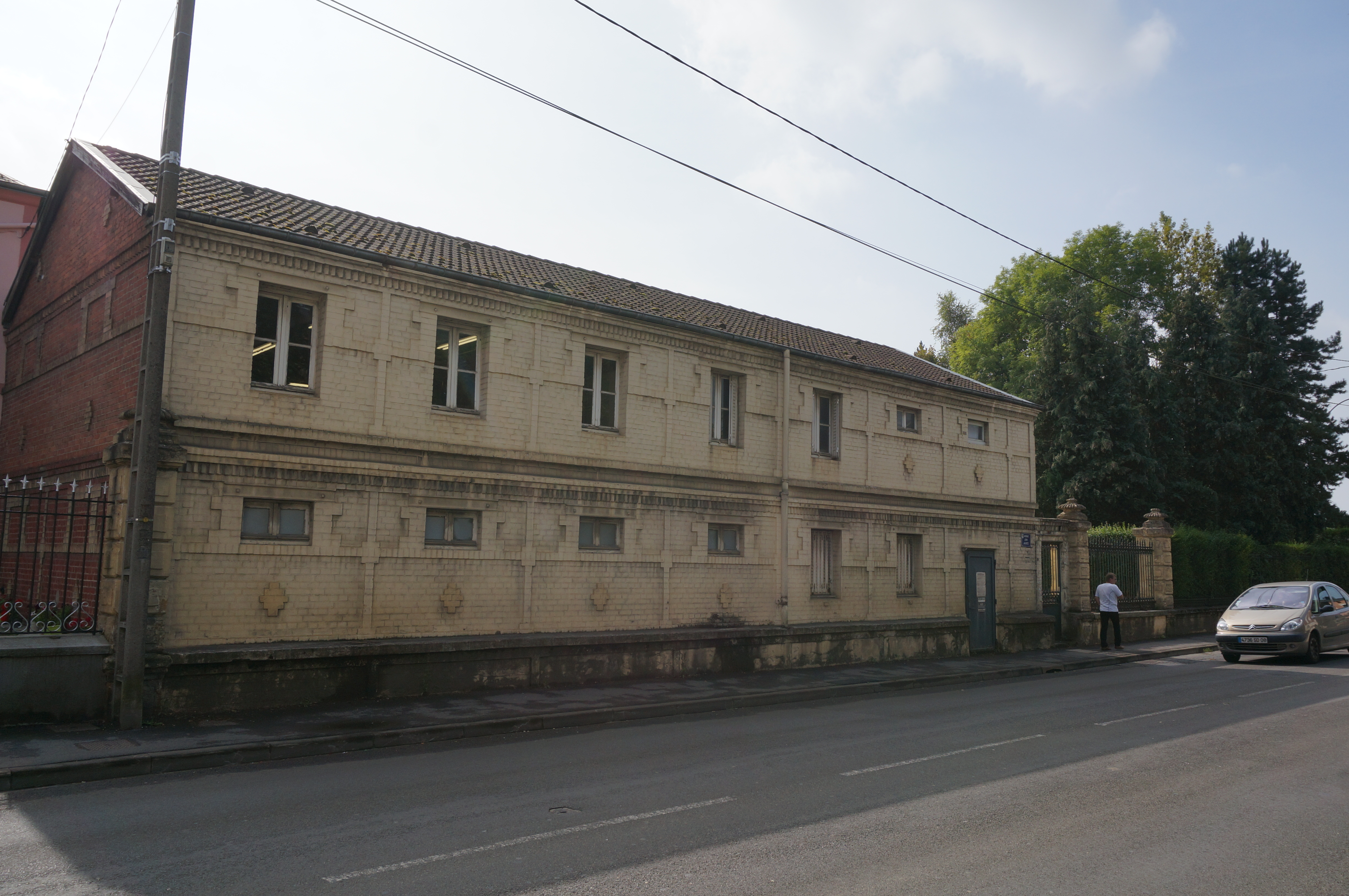
Usine Wintenberger-Nexan [28].
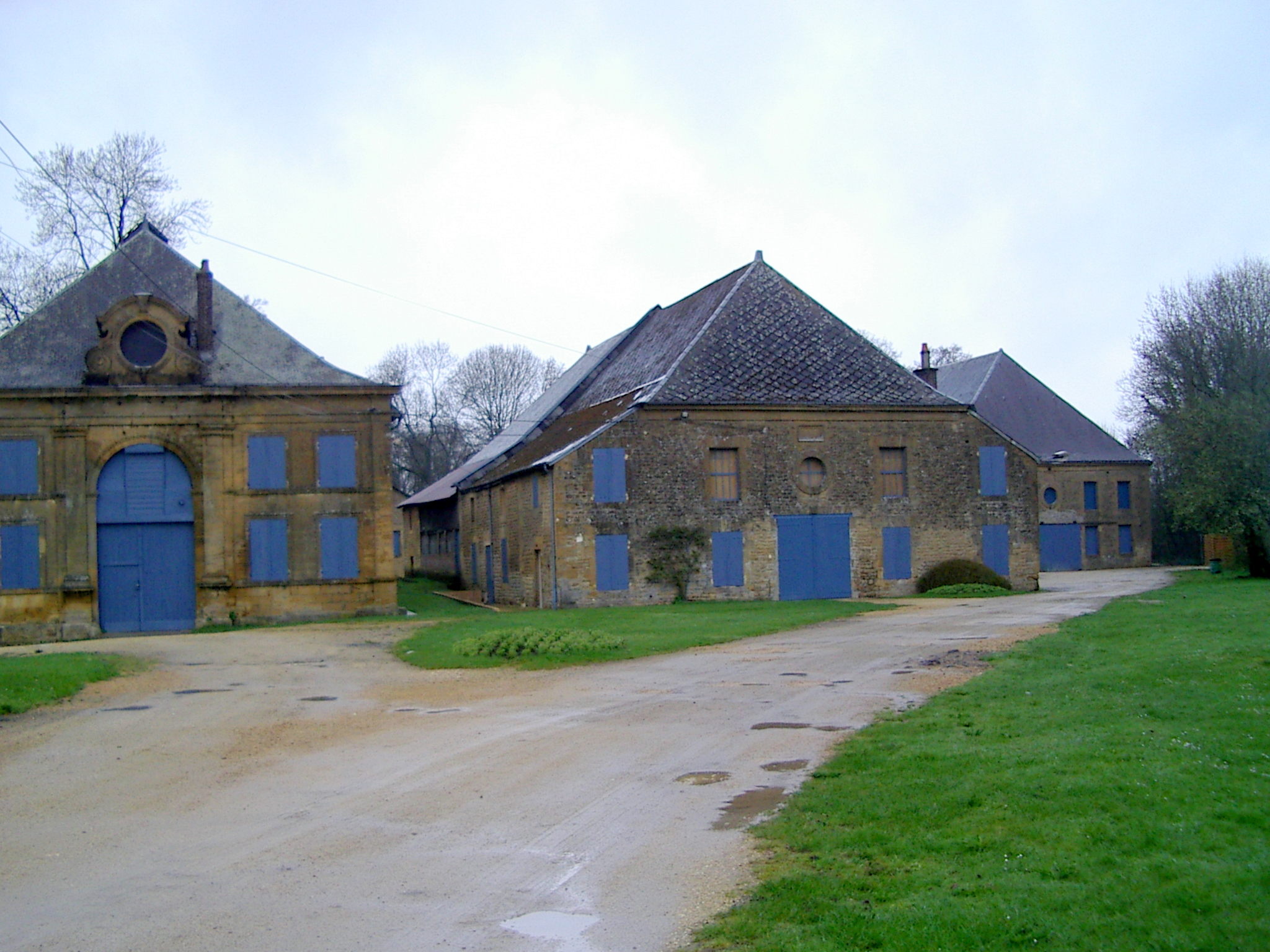
La forge Gendarme.
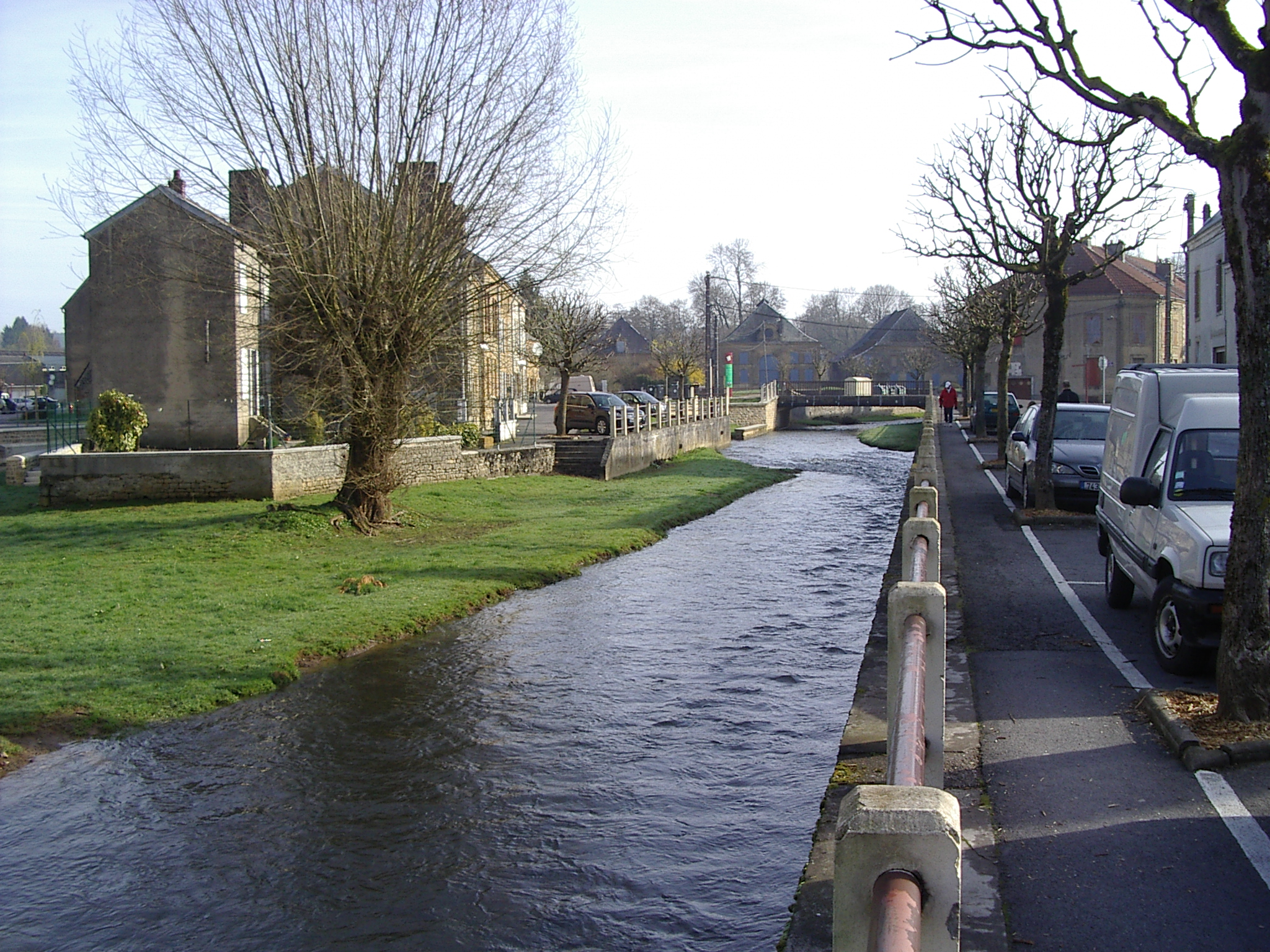
La rivière Vrigne.
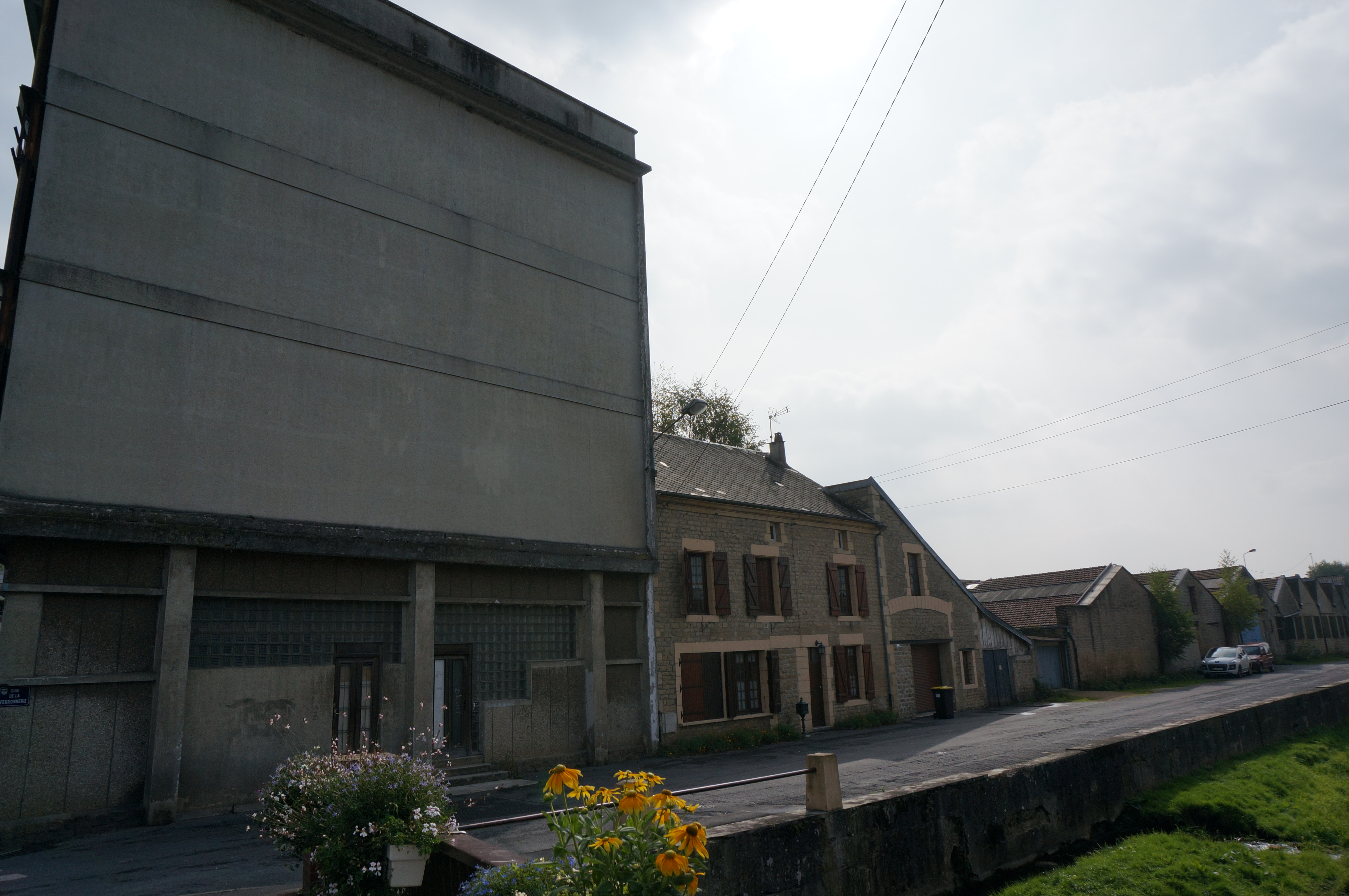
Fonderie Gillet Jardinier [29].

### Héraldique

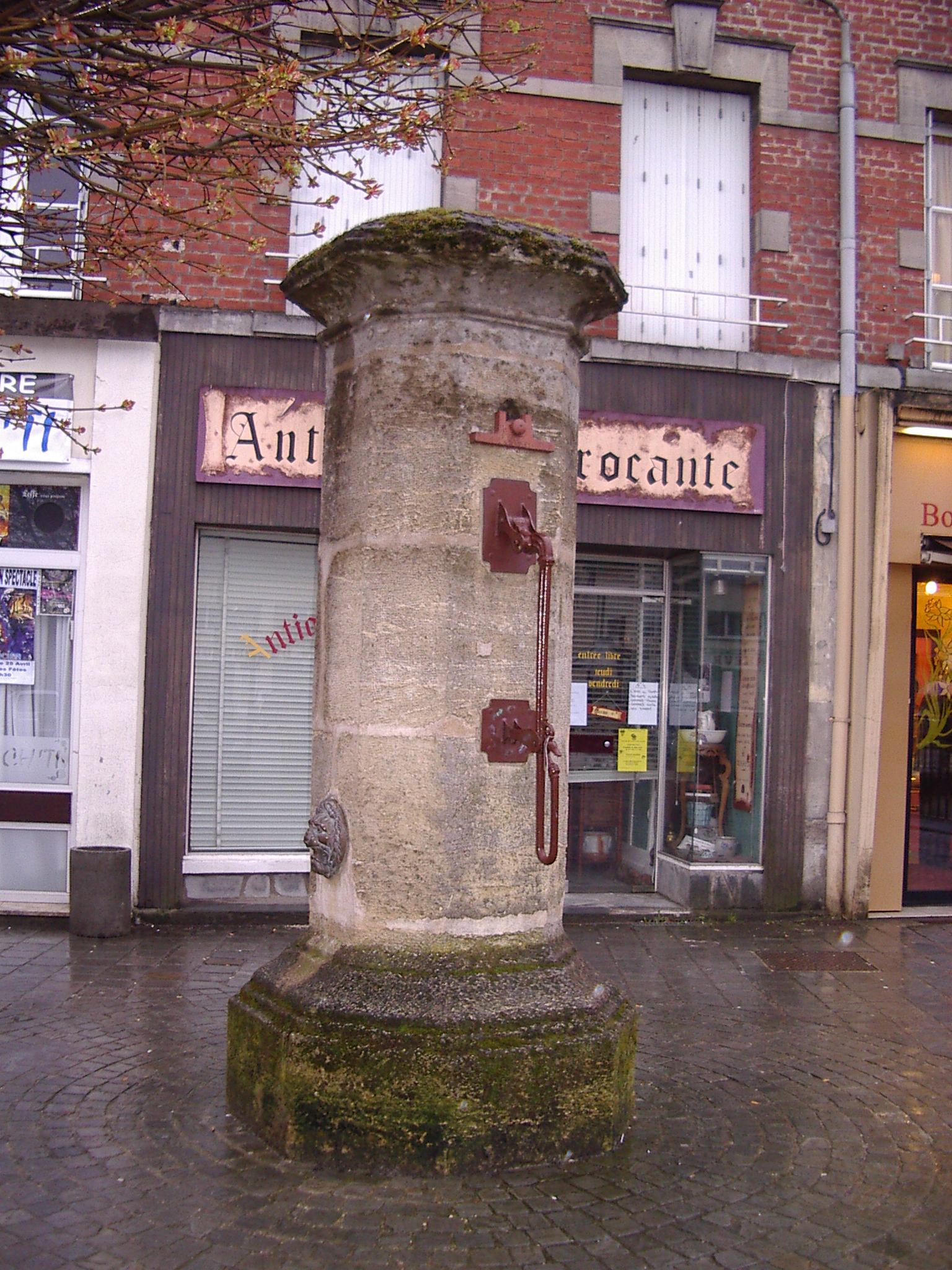
Ancienne fontaine.

| Blason de Vrigne-aux-Bois | Blason  | D'argent à l'arbre arraché de sinople, chaussé ployé d'azur aux deux étoiles d'or, le tout sommé d'un chef de gueules chargé de trois besants d'or. |
| Blason de Vrigne-aux-Bois | Détails | Le statut officiel du blason reste à déterminer. |